# Marco Tardelli
Marco Tardelli (Capanne di Careggine, 1954. szeptember 24. –) olasz válogatott védekező középpályás, edző. Jelenleg az olasz RAI televízió sportriportere.

## Sikerei, díjai
Juventus
- bajnok (5)
  - 1977, 1978, 1981, 1982, 1984,
- kupagyőztes (2)
  - 1979, 1983
- UEFA-Kupa győztes (1)
  - 1977
- KEK-győztes (1)
  - 1984
- UEFA-szuperkupa győztes (1)
  - 1984
- BEK-győztes (1)
  - 1985

 Olaszország
- világbajnok (1)
  - 1982, Spanyolország